# Errick Willis
Errick French Willis, född 21 mars 1896 i Boissevain, Manitoba, död 9 januari 1967 i Winnipeg, var en kanadensisk politiker och curlingspelare. Han var med i laget som vann uppvisningsgrenen curling i de olympiska vinterspelen 1932 i Lake Placid.